# Соляная (река)
Соляная (также Соленая, без названия) — маловодная река (балка) в Кировском районе Крыма, правый приток реки Чурюк-Су. Длина водотока 11 километров, площадь водосборного бассейна 21,8 км². 
Исток реки находится на западных склонах горы Орта-Эгет хребта Биюк-Эгет. Течёт, извиваясь, общим направлением на запад, со средним уклоном русла 5,7 м/км, у реки 1 безымянный приток. Соляная впадает в Чурюк-Су на восточной окраине села Журавки, в 14 км от устья. Водоохранная зона реки установлена в 100 м